# 浪人崛起
《浪人崛起》是2024年3月22日發售的動作角色扮演遊戲，由Team Ninja小組開發，並由索尼互動娛樂發行。

## 遊戲玩法
本作在戰鬥中，會使用各種曾在戊辰戰爭中出現的武器，例如武士刀，各種火槍等，另外在遊戲劇情的關鍵時會提供玩家分歧路線選項，讓玩家可以保護或暗殺非玩家角色從而影響故事的走向

## 故事背景
故事背景設定在19世紀幕末時代的江戶，也就是江戶時代的1863年。描述江戶幕府因為黑船的突然到來，被迫從鎖國時代重新開國，這讓許多不滿各國列強到來的倒幕派因此開始反抗幕府，玩家也將以一名無名浪人身分挺身而出開創屬於自己的道路從而改變日本未來 

## 登場角色

### 主角
男性(配音：花輪英司/加瀨康之)
女性(配音：石川由依/菲魯茲·藍)

### 擁幕派
為德川幕府的支持者，致力於維持幕府制度，並捍衛幕府的政權免於遭受西方勢力和內部威脅的侵害，以維護現有的政治秩序。

#### 江戶幕府
井伊直弼
配音：菅生隆之
江戶幕府大老，彥根藩的藩主。愛刀為弘行琳雅。
與西方勢力合作，並開放日本港口進行對外貿易。以無情手段鎮壓反對勢力而聞名，被稱為「井伊的赤鬼」，這個稱號是繼承其祖先。
劍術上，擅長居合道。被視為有品味出眾，同時對於茶道和詩歌等藝術領域有著深厚的底蘊。
村山多加
配音：園崎未惠
橫濱宮崎花街著名的藝妓。以風趣的對談和略帶憂鬱的出色容貌而聞名於世。據說她過去也曾在京都擔任藝妓。
勝海舟
配音：山路和弘
幕府的海軍長官。愛刀是水心子正秀
是個性豪爽的江戶之子、也擁有能不可思議地吸引他人的個性。另一方面、也擁有必要時可以冷酷的決斷力。因為去西洋實習而設立幕府海軍、而且不囿於身分地位而錄取許多人才。雖然是直心影流的高手但討厭殺生、平時以紙捻繫住刀鍔，避免拔刀。
德川慶喜
配音：小林親弘
間部詮勝
配音：土師孝也
松平容保
配音：露崎亘
澀澤榮一
配音：興津和幸
榎本武揚
配音：北田理道
清河八郎
配音： 上田燿司
山岡鐵舟
配音：星野貴紀
高橋泥舟
配音： 岩崎正寛
新門辰五郎
配音：廣田行生

#### 新選組
近藤勇
配音：三宅健太
土方歲三
配音：中村悠一
沖田總司
配音：田丸篤志
齋藤一
配音：鈴木達央
永倉新八
配音：高口公介
藤堂平助
配音： 米内佑希
中澤琴
配音：森奈奈子

### 倒幕派
由各種不同的團體和個人武力組成，反對幕府政權的統治，並因為渴望能夠恢復天皇權威而因此集結在一起。

#### 土佐藩
坂本龍馬
配音：武內駿輔
前土佐藩鄉士，目前為脫藩的浪人。愛刀為陸奧守吉行。
性格重情重義，能很快贏得他人的喜愛。不僅是擅長北辰一刀流的劍術高手，同時也是一位擅長使用西洋手槍的神槍手。
不知疲倦為何物地尋找著最正確的行動方針，並下定決心希望在日本開港通商的同時，可以維持住日本局勢的穩健。
岡田以藏
配音：水中雅章
中岡慎太郎
配音：小松史法

#### 長州藩
桂小五郎
配音：子安武人
長州藩藩士，也是吉田松陰的親近友人。愛刀為備前長船清光。
個性冷靜謹慎，並富有同理心，還是擅長神道無念流的劍術高手，讓他因此贏得了長州藩上下對他的信任。他也擔任著其他藩年輕藩士的導師。
唯一的缺點是嗜好清酒，有時還因此會引起一些醜聞。
高杉晉作
配音：小西克幸
久坂玄瑞
配音：福山潤
長州藩藩士，也是吉田松陰的學生。愛刀為時鳥。
是松下村塾的學生、自認是吉田松陰的第一弟子。與同門高杉晉作為從小的好友、對彼此都不見外。也是名劍術高手、並擅長使用二刀流。
吉田松陰
配音：堀内賢雄
杉文
配音：能登麻美子
山縣有朋
配音：遠藤大智
伊藤博文
配音：伊藤健太郎
河上彥齋
配音：河西健吾

#### 薩摩藩
西鄉隆盛
配音：白熊寛嗣
大久保利通
配音：寺杣昌紀
中村半次郎
配音：田所陽向
黑田清隆
配音：中村章吾
篤姬
配音：清水理沙

### 歐美
為指稱美國和歐洲的各國西方勢力，希望打開日本對外貿易的大門，這也因此導致了這個國家長期以來鎖國主義結束，並因此影響後續政治和經濟的局勢。
馬修·培里
配音：木下博之
為美國海軍的海軍准將。
在美國總統米勒德·菲爾莫爾的命令下，率領一支由黑船組成的艦隊環繞地球各地而最終來到日本，並以艦隊的武力作為談判的籌碼而因此打開日本鎖國已久的港口進行貿易。決心要趕在其他西方勢力之前迫使日本開港通商。
阿禮國
配音：青山穣
英國外交官。
他的任務是評估日本有無融入全球經濟的價值，並向上級匯報他的研究結果。儘管他譴責江戶幕府的排外政策為「野蠻」，但對日本工藝品卻深深的迷戀。
作為一名前外科醫生，可以信賴他治療傷患的手腕。
儒勒·布呂奈
配音：大塚芳忠
法國陸軍軍人。
作為德川幕府的軍事顧問團一員而被派遣到日本的法國陸軍將領。看似個性冷酷但實際上很重情重義，不會輕易捨棄向他求助的人。
福澤諭吉
配音：上田祐司

### 其他人
薄雲太夫
配音：小島幸子
千葉周作
配音：金尾哲夫
千葉佐那
配音：小松未可子
楠本稻
配音：行成桃姬
楢崎將作
声 - 福松進紗
楢崎龍
配音：伊藤靜
男谷信友
配音： 塾一久
島田虎之助
配音：間宮康弘
大石種次
配音： 船木真人
嘉納治五郎
配音： 林勇
飯塚伊賀七
配音： 多田野曜平
武田物外
配音：浦山迅
三遊亭圓朝
須藤由藏
配音：越後屋コースケ

## 開發過程
《浪人崛起》的開發工作始於2015年，並由PlayStation工作室提供協助。 根據Team Ninja的負責人早矢仕洋介表示，他們想要製作一款描述日本最黑暗時期的遊戲，因此引用了幕末時期作為一個即將”畏避不前”的電玩遊戲時代。遊戲內的設定也非常符合他們小組的專業，因為他們一直專注在忍者以及日本武士的題材，例如忍者外傳系列與《仁王》等作品的開發。根據早矢仕所稱《浪人崛起》將是Team Ninja開發過最有野心的計畫。

## 發布
《浪人崛起》先是在2022年9月13日PlayStation的State of Play直播中公布消息。2023年12月7日，在The Game Awards 2023時，公布了新的預告片，並預告即將在2024年3月22日發售，同年12月14日開放預購，又因為日本電腦娛樂分級機構認為遊戲內容過於暴力，因此遊戲也將發售Cero D 以及 Cero Z兩種版本。

### 争议
2024年2月，由于游戏制作人安田文彦在采访中对吉田松阴的正面评价引发争议，索尼互动娱乐韩国确认游戏不会在韩国发售。而后索尼在对媒体的声明中表示游戏从未计划在韩国地区发售。虽然游戏的亚洲版本包含有韩语内容。

## 反响
| 汇总媒体   | 得分   |
| ---------- | ------ |
| Metacritic | 76/100 |

| 媒体                  | 得分  |
| --------------------- | ----- |
| Digital Trends        | 3.5/5 |
| Eurogamer             | 4/5   |
| Game Informer         | 7/10  |
| GamesRadar+           | 3.5/5 |
| GameSpot              | 7/10  |
| HardcoreGamer         | 4/5   |
| IGN                   | 7/10  |
| 新音乐快递            | 4/5   |
| Push Square           | 6/10  |
| Shacknews             | 9/10  |
| VG247                 | 3/5   |
| VideoGamer.com        | 6/10  |
| Video Games Chronicle | 3/5   |
| Fami通                | 37/40 |